# Hôtel au 3-5, lisse des Cordeliers à Aix-en-Provence
L'hôtel au 3-5, lisse des Cordeliers est un hôtel particulier situé à Aix-en-Provence. 

## Histoire
Les vantaux de la porte font l'objet d'une inscription au titre des monuments historiques par arrêté du 10 avril 1929.